# Juicio por el crimen de Alcácer
El juicio por el crimen de Alcácer se refiere al proceso judicial en el que se juzgó a Miguel Ricart, único acusado del crimen de Alcácer, es decir, el secuestro, violación y asesinato de Míriam García, Toñi Gómez y Desirée Hernández, tres adolescentes de Alcácer (Valencia), cuyo brutal asesinato en noviembre de 1992 conmocionó a la sociedad española.
Celebrado entre mayo y julio de 1997 en la Audiencia Provincial de Valencia, el juicio suscitó gran interés mediático y controversia, no solo por la naturaleza del crimen, sino también por las acusaciones de irregularidades en la investigación y las teorías alternativas promovidas por los familiares de una de las víctimas. La instrucción judicial y las pruebas forenses se debatieron intensamente durante las 49 sesiones del juicio, en las que se presentaron tanto evidencias como testimonios de expertos y familiares. Al término del proceso, Ricart fue condenado a 170 años de prisión, aunque Antonio Anglés, presunto autor material del crimen, continúa en paradero desconocido.

## Fase de instrucción
El juicio por el triple crimen de Alcácer se celebró en la Sección Segunda de la Audiencia Provincial de Valencia y comenzó el 12 de mayo de 1997, prolongándose durante 49 sesiones hasta el 30 de julio de ese mismo año. Miguel Ricart, el único procesado, enfrentaba cargos de rapto, violación, asesinato e inhumación ilegal de las tres menores, por los que se enfrentaba a penas de entre 206 y 245 años de prisión.
El sumario constaba de 4144 folios repartidos en 20 tomos y abarcaba desde el hallazgo de los cuerpos el 27 de enero de 1993 hasta el 6 de noviembre de 1996, fecha en la que se cerró por cuarta y última vez. Entre 1994 y 1996, fue reabierto en tres ocasiones para incorporar nuevas pruebas periciales que retrasaron el inicio del juicio.

## Intento de aplazamiento
El viernes 9 de mayo de 1997, tres días antes del comienzo del juicio, el forense y perito de la acusación particular, Luis Frontela, remitió al tribunal un nuevo informe pericial en el que se documentaban posibles manchas de sangre, semen y otros fluidos orgánicos hallados en la alfombra que envolvía los cadáveres de las víctimas. Para hallar las manchas (que el Instituto Nacional de Toxicología no pudo encontrar), Frontela utilizó una nueva técnica que requería unos aparatos de los que no disponía hasta unos meses antes.
Fernando García, portavoz de las familias de Toñi y Míriam y padre de esta última, exigió la suspensión del juicio hasta que se analizasen las nuevas pruebas aportadas (la familia de Desirée sí estaba de acuerdo con que el juicio se iniciase en la fecha prevista). Fernando García afirmaba que no había suficientes evidencias que incriminasen a Miguel Ricart y aseguró que en el crimen podrían haber participado al menos seis personas más. Una manifestación, en la que participaron unas 1500 personas en Alcácer, apoyó el aplazamiento del juicio. Sin embargo, el informe no consiguió modificar la fecha de inicio. Como consecuencia, García renunció a su abogado, retirándose así como parte de la acusación, pues consideraba que, en esas condiciones, el juicio era «una pantomima».

## Práctica de la prueba

### Inicio del juicio
| Mayo 1997 |    |    |    |    |    |    |
| L         | M  | X  | J  | V  | S  | D  |
|           |    |    | 1  | 2  | 3  | 4  |
| 5         | 6  | 7  | 8  | 9  | 10 | 11 |
| 12        | 13 | 14 | 15 | 16 | 17 | 18 |
| 19        | 20 | 21 | 22 | 23 | 24 | 25 |
| 26        | 27 | 28 | 29 | 30 | 31 |    |

| Junio 1997 |    |    |    |    |    |    |
| L          | M  | X  | J  | V  | S  | D  |
|            |    |    |    |    |    | 1  |
| 2          | 3  | 4  | 5  | 6  | 7  | 8  |
| 9          | 10 | 11 | 12 | 13 | 14 | 15 |
| 16         | 17 | 18 | 19 | 20 | 21 | 22 |
| 23         | 24 | 25 | 26 | 27 | 28 | 29 |
| 30         |    |    |    |    |    |    |

| Julio 1997 |    |    |    |    |    |    |
| L          | M  | X  | J  | V  | S  | D  |
|            | 1  | 2  | 3  | 4  | 5  | 6  |
| 7          | 8  | 9  | 10 | 11 | 12 | 13 |
| 14         | 15 | 16 | 17 | 18 | 19 | 20 |
| 21         | 22 | 23 | 24 | 25 | 26 | 27 |
| 28         | 29 | 30 | 31 |    |    |    |

La primera sesión del juicio, el 12 de mayo, se inició con una revisión exhaustiva de las piezas de convicción, cotejando las 350 pruebas del sumario con los objetos depositados en la sala de la sección segunda de la Audiencia Provincial de Valencia. Desde las diez de la mañana, los abogados verificaron que todos los objetos estaban presentes, desmintiendo así la afirmación de Fernando García, quien había sostenido que la Guardia Civil había perdido o destruido pruebas relevantes. Sin embargo, la defensa de Fernando Gómez, padre de otra de las niñas, solicitó la suspensión del juicio, argumentando que 15 objetos, incluidos una cinta de casete de Antonio Machín y un frasco de espárragos vacío, no estaban a disposición del tribunal. Las demás partes consideraron que estos elementos no eran relevantes para el caso y se opusieron a cualquier aplazamiento.
El defensor de Miguel Ricart, Manuel López-Almansa, también planteó objeciones, solicitando la anulación de cinco declaraciones de su cliente ante la Guardia Civil por presunta falta de garantías, y de las dos primeras realizadas ante el juzgado, alegando que fueron dadas "con temor". El fiscal jefe de Valencia, Enrique Beltrán, rechazó con firmeza esta solicitud, asegurando que los interrogatorios que él presenció se llevaron a cabo bajo todas las garantías legales. Esta postura provocó un conflicto con los representantes de Fernando Gómez, quienes, sorprendentemente, apoyaron la petición de la defensa de Ricart. Ante esto, el fiscal Beltrán expresó su incredulidad, señalando que “es absurdo que haya una acusación que no acuse”.
Otro punto de discusión fue el informe del catedrático Luis Frontela, presentado el viernes anterior al inicio del juicio, en el que describía manchas de sangre y semen encontradas en la moqueta que envolvía los cadáveres de las víctimas. Este informe, basado en un análisis con láser, generó controversia porque Frontela no había comunicado previamente al tribunal que estaba pendiente de realizar estas pruebas. El fiscal solicitó que se consultara a la Facultad de Medicina de Sevilla para verificar cuándo recibió el equipo láser necesario, mientras que la asociación Clara Campoamor, que actuaba como acusación popular, valoraba emprender acciones legales contra Frontela.
Debido a esta controversia, el tribunal suspendió la sesión para decidir si los análisis adicionales propuestos por Frontela se llevarían a cabo durante el juicio o si se detendría el proceso hasta obtener los resultados. La acusación particular aprovechó esta pausa para solicitar pruebas adicionales sobre las ropas involucradas en el caso, lo que generó molestias en el presidente de la sala, Mariano Tomás. Este manifestó su descontento con la "obsesión investigadora" de la acusación particular y advirtió que no permitiría retrasos injustificados en el juicio. Expresó además su deseo de iniciar cuanto antes el interrogatorio a Ricart.
Finalmente, tras deliberar, en la segunda sesión (13 de mayo), los magistrados decidieron proseguir con el juicio sin ampliar el informe forense, desestimando las peticiones de la defensa y de las acusaciones que buscaban postergar el proceso.

### Declaración del acusado
En la segunda sesión del juicio, el 13 de mayo de 1997, comenzó la vista oral a Miguel Ricart, cuyo interrogatorio se prolongó hasta el 16 de mayo. Desde el inicio, Ricart mantuvo que todas sus confesiones previas le fueron arrancadas mediante tortura y amenazas de la Guardia Civil, afirmando que le dictaron lo que debía decir bajo el riesgo de dañar a su hija. Se mostró desafiante y en ocasiones cínico, negando los cargos y desviando la culpa hacia otros, especialmente hacia Mauricio Anglés y un supuesto cómplice al que apodaba "El Nano".
El fiscal Enrique Beltrán cuestionó las incoherencias de Ricart, señalando que era improbable que toda su confesión fuera fabricada, ya que incluía detalles gráficos que solo alguien involucrado podría conocer. Ante estas preguntas, Ricart se defendió insistiendo en que todo lo firmado era falso y que fue coaccionado. Además, en un intento de construir una coartada, declaró que la noche del crimen estuvo en Catarroja con un amigo, pero su relato fue inconsistente y no ofreció pruebas convincentes.
Durante el interrogatorio, Ricart también afirmó que Antonio Anglés le había hablado de usar La Romana como lugar para esconder a posibles víctimas y describió a Anglés como impredecible y peligroso, insinuando que podría haber sido asesinado para impedir que revelara información comprometida.
En los momentos finales, Ricart se negó a contestar a muchas preguntas de la acusación popular, especialmente sobre su detallada descripción de los hechos. Cuando le mostraron la moqueta que envolvía a las niñas, negó haberla visto nunca, contradiciendo sus declaraciones previas. El interrogatorio, repleto de evasivas e inconsistencias, dejó a Ricart en una posición comprometida, subrayando las dudas en torno a su defensa.

### Declaración de testigos
Durante la segunda semana del juicio, en las sesiones sexta a novena (19 al 22 de mayo), se presentaron varios testigos que incluyeron a familiares de Antonio Anglés y la excompañera de Miguel Ricart:
- Neusa Martins, madre de Antonio Anglés: Neusa declaró el 20 de mayo y su testimonio fue complejo, caracterizado por problemas de comprensión y audición. Afirmó, por ejemplo, que una camiseta encontrada en la fosa era de Miguel Ricart, ya que solía lavar su ropa y reconocía sus prendas. También identificó otras ropas en la escena del crimen que, según ella, pertenecían a Ricart, aunque mostró inseguridad al identificar algunas prendas. Durante el interrogatorio, señaló que la violencia de su hijo Antonio había impactado su memoria, y al ser preguntada por un mensaje de voz en el contestador de su hija Kelly, dudó en reconocerlo como la voz de Antonio, su hijo prófugo.[15][16]
- Kelly Anglés, hermana de Antonio: Kelly apareció en el tribunal con una peluca y gafas de sol, tratando de desvincularse de la familia Anglés. Declaró durante cuatro horas el 21 de mayo, y aunque no confirmó la coartada de Ricart, tampoco lo perjudicó directamente. Manifestó que sus hermanos y Ricart solían intercambiarse la ropa, corroborando así las afirmaciones de su madre sobre la camiseta en la fosa. Respecto al mensaje de voz en el contestador, afirmó que el tono y el modo de hablar coincidían con los de su familia, aunque no quiso asegurarlo con certeza.[17]
- Enrique Anglés, hermano de Antonio: Enrique, quien padecía esquizofrenia paranoide, fue arrestado en 1993 al encontrarse un volante hospitalario a su nombre cerca de la fosa. En su testimonio, Enrique se mostró evasivo y respondió repetidamente "no lo sé" o "tengo muy poco conocimiento" a las preguntas del tribunal.[17]
- Ricardo Anglés, otro de los hermanos de Antonio: Declaró que había sido obligado por Antonio a cavar un agujero en el área de La Romana, originalmente para ocultar una moto robada. Este agujero, según los acusadores, fue luego utilizado para enterrar los cuerpos de las niñas. Ricardo testificó que presenció a su hermano cavando lo que eventualmente se convirtió en la fosa donde se encontraron los cadáveres.[18][19]
- Mauricio Anglés, hermano menor de Antonio: El 22 de mayo, Mauricio, quien estaba en prisión preventiva por un intento de atraco, declaró en el tribunal. Negó categóricamente su participación en el crimen, aunque Ricart había tratado de implicarlo. Mauricio relató que había comprado una pistola a un toxicómano por 7.000 pesetas y que luego se la entregó a su hermano Antonio, quien, según él, la usó en un atraco días antes del crimen. Además, recordó que su hermano Antonio había hecho comentarios desagradables sobre "coger a tres chavalas" para violarlas, aunque Mauricio y otros presentes habrían tratado de disuadirlo.[18][19]
- María Dolores Cuadrado, excompañera de Ricart: Declaró también el 22 de mayo y confirmó que, un día después de la desaparición de las niñas, Ricart paseó junto a ella y su hija. Afirmó desconocer el paradero de Ricart la noche de los hechos y ratificó que su convivencia con él había terminado en 1991, viéndose solo ocasionalmente después. Aunque no reconoció las prendas de Ricart mostradas en el juicio, corroboró la información de que intercambiaban ropas.[20]

En la décima sesión (26 de mayo) testificaron el excompañero de celda de Miguel Ricart, Miguel Nicolás Cortona; la pareja que recogió a las tres niñas cuando hacían autoestop a la salida de Alcácer y el matrimonio propietario de un bar en Catadau al que solían acudir Antonio Anglés y Miguel Ricart cuando salían de acampada.

### Declaración de peritos
Las sesiones 14 a 24 del juicio, entre el 30 de mayo y el 16 de junio, se dedicaron a la exposición de informes psicológicos y forenses, con un tenso intercambio entre el catedrático Luis Frontela y los forenses valencianos. Frontela, encargado de realizar la segunda autopsia, cuestionó duramente el procedimiento de los forenses de Valencia en la primera autopsia, acusándolos de haber actuado de forma incorrecta y de perder pruebas esenciales para identificar a los posibles autores del crimen. Aunque insistió en sus teorías, Frontela no presentó datos concluyentes que las respaldaran.
Uno de los puntos más polémicos fue el análisis de la fauna cadavérica. Frontela, basándose en el tamaño de las larvas vistas solo en fotos y vídeos, sostuvo que los cadáveres podrían haber sido enterrados en dos lugares distintos, ya que las larvas no correspondían al avanzado estado de putrefacción de los cuerpos. Sin embargo, los forenses valencianos desacreditaron esta teoría, argumentando que había muy pocas larvas y que Frontela, si las consideraba clave, pudo haberlas recogido en su propia autopsia. En respuesta, el abogado de la acusación popular le recordó a Frontela que nunca había solicitado este tipo de muestras en sus escritos al juez.
Otro tema de controversia fue la ausencia de livideces en los cadáveres. Según Frontela, esta falta de manchas violáceas podría indicar una fuerte hemorragia o que los cuerpos estuvieron sumergidos en agua. Los forenses valencianos refutaron esta posibilidad, explicando que el avanzado estado de descomposición de los cadáveres hacía imposible llegar a conclusiones sólidas sobre la posición original de los cuerpos o la presencia de livideces. También argumentaron que cualquier alteración o doble enterramiento de los cadáveres dejaría rastros inconfundibles.
A lo largo de su testimonio, Frontela recurrió en varias ocasiones al vídeo de la autopsia inicial, el cual consideraba incompleto, y aludió a pruebas que, en su opinión, podrían haber surgido si los procedimientos se hubiesen llevado a cabo de otra manera. Además, insinuó, en sintonía con Fernando García (padre de una de las víctimas), que el crimen podría haber sido una “puesta en escena” para un supuesto espectador sádico, aunque tampoco presentó evidencia que apoyara esta hipótesis.
El enfrentamiento evidenció las profundas discrepancias entre los expertos. Fernando Verdú, portavoz de los forenses valencianos, concluyó con una declaración tajante: "Una autopsia significa 'yo veo', y eso está reñido con el 'yo imagino'". Este comentario subrayó el conflicto entre la aproximación científica de los forenses y las especulaciones de Frontela, quedando la interpretación final en manos del tribunal.

## Sentencia
El viernes 5 de septiembre de 1997, 36 días después de la conclusión del juicio, se dictó la sentencia por el triple crimen de Alcácer. Miguel Ricart fue condenado a 170 años de prisión por rapto, violación y asesinato con los agravantes de despoblado y ensañamiento. También se le impusieron las costas del juicio y una indemnización de 300 millones de pesetas para las familias de las víctimas.